# Anisogomphus anderi
Anisogomphus anderi – gatunek ważki z rodziny gadziogłówkowatych (Gomphidae).